# 反移民

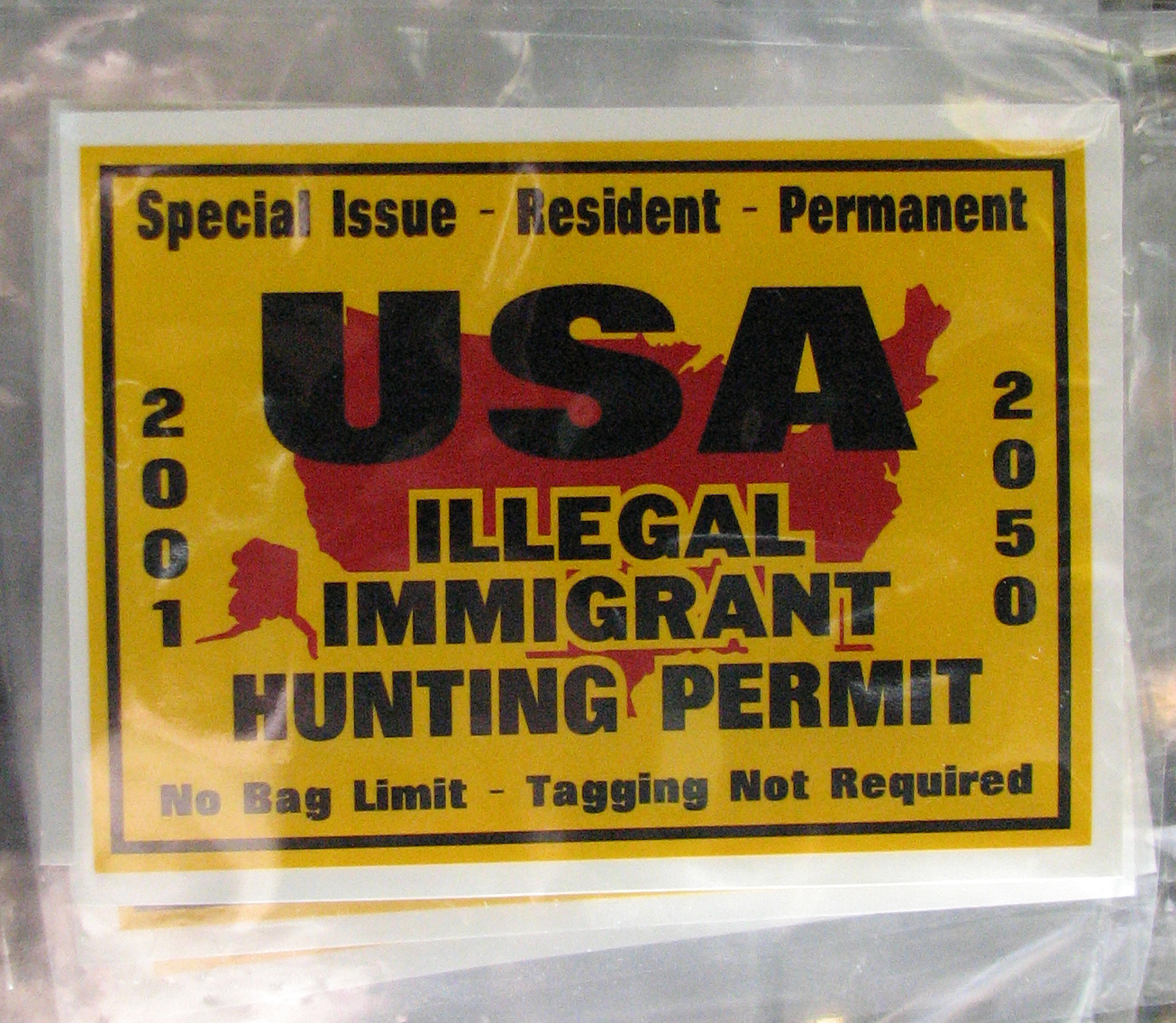
美国科羅拉多州的一處反對非法移民的標語

反移民（英語：Anti-immigrant）是指反對移民的一種主張觀點。近年來由於歐洲難民危機等問題，導致各國的反移民聲量與情緒逐漸增長，成為欧洲、美洲等許多國家的重大政治問題。
現代意義上的移民是指人們從一個州或領土移動到另一個不是公民的國家或地區；而非法移民則是指違反國家移民法規政策的移民。而對移民的反對包括從各種移民改革的呼籲到完全限制移民到一個國家的建議；這些通常還包括打擊現有公民移民的措施。

## 論點
亲移民与否更多地和对民族主义的态度，而非对社会进步主义的态度有关。在当代西方的大多数国家，社会进步派更常主张反民族主义，而社会保守派更常主张民族主义，因此造成了亲移民与否更多是受社会进步派还是社会保守派影响的假象；但在一些国家（例如韩国和土耳其），社会进步派更倾向于民族主义，而社会保守派则倾向反民族主义，因此社会进步派通常比社会保守派要更反对移民。

### 身份認同
而且在存在國內分歧的情況下，共同的民族認同可能是令到社會和平穩定的一個重要因素。 例如，2015年的一項研究表明，蘇哈託的印度尼西亞強調印度尼西亞民族團結的教育是改善民族和宗教關係的重要原因。

### 文化衝突
外來移民帶來自身的文化和傳統，容易出現文化及意識型態上的衝突及矛盾，嚴重而且長期的文化衝突更會分裂社會，例如多年標榜多元文化主義、大量引入外來移民的西方國家，近年已把潛在多時的文化衝突提升至政治、甚至民族存亡的範疇。外來移民認為自身受到主流社會的壓迫，原生民族則認為移民所帶來的外來文化正在永遠地改變他們的傳統和社會，認不清自己的國家，互相不能理解的群體爆發越來越嚴重的衝突，使到社會動盪不安。

### 政治不穩
引入外來移民容易出現文化及意識型態上的衝突，使到社會激烈分裂，美國及近年歐洲出現的多宗本土人與移民的衝突便是例子，甚至造成政治上的不穩定。例如2018年比利時意圖簽署聯合國《移民問題全球契約》，但引起民眾激烈的不滿，爆發連場大型示威，這時由於多年的開放移民政策造成的社會分裂造成的，最終國會周二（18日）通過不信任動議，首相米歇爾（Charles Michel）宣布請辭。

### 文化侵略
移民帶來了他們的文化。 移民的思想、他們的規範、做法、習俗和價值觀塑造、擴展和影響了本國的文化。原生居民可能不希望某些此類的擴展和影響，因為他們會認為這是與他們法律和價值觀的衝突，長久下去甚至會被視為一種外來文化上的侵略，以取代原生的文化。

### 軍事統一
可以從軍事忠誠感中找到一些與移民有關的問題，尤其是在移民捲入與原生國的戰爭中時，難以保證其忠誠，令國家陷入軍事上的劣勢。

### 經濟問題
某部分國民會認為外來移民搶走了原來屬於他們的工作，令到他們的收入減少或失去競爭力，這問題在經濟危機時更加明顯。

### 治安問題
因為外來移民不適應該國的生活習慣或無法找到工作，令到他們長年無法融入主流社會，使得社會治安惡化。

## 各國情況

### 大洋洲

#### 澳大利亞
澳大利亞是一個人口稀少的大陸國家，主要是歐洲人口，長期以來一直擔心北方人口稠密的亞洲國家不堪重負。1900年以後的標準政策是「白澳大利亞」，它鼓勵來自英國的移民，對來自德國和歐洲其他地方的移民持懷疑態度，並對來自亞洲或太平洋島嶼的移民充滿敵意。
布萊尼在20世紀90年代仍然堅持多元文化主義的批評，譴責多元文化主義是“在道德上，智力上和經濟上......都是假的”。
今日的主要反移民政黨為保琳·漢森的一個民族。

#### 新西兰
在新西兰的主要政党中，中左翼的新西兰工党主张收紧移民人数，而中右翼的新西兰国家党则在企业团体对收紧移民政策的反对下保持对移民的宽松立场。

### 歐洲
2017年2月，Chatham House對10個歐洲國家的10 000人進行了民意調查，發現大多數人（55％）反對進一步的穆斯林移民，反對派在一些國家尤其明顯：奧地利（65％），波蘭（71 ％），匈牙利（64％），法國（61％）和比利時（64％）。一些歐洲懷疑主義和右翼民粹主義政党因此转向强调反移民议题，并以此在2010年以後開始抬頭，例如德國另類選擇。但这并不代表反移民政党都是歐洲懷疑主義和右翼民粹主義的：例如丹麦的社会民主党和土耳其的共和人民党与国土党都反对移民，但这几个政党都是亲欧洲主义的左翼或中间派政党。
皮尤研究中心（Pew Research）於2018年進行的一項德國民意調查發現，大多數（58％）希望允許進入該國的移民減少，30％希望保持目前的水平以及10％希望增加移民數量。
根據益普索在2019年9月進行的民意調查顯示，65％的人回答說接受移民並沒有改善法國的情況，45％的人回答稱接受移民剝奪了法國的社會服務。
西班牙報紙國家報於2004年1月進行的一項調查顯示，“大多數”西班牙人認為移民過多。

### 亞洲
在黑船來航以前的日本，近乎鎖國，也幾乎沒有移民移入，即使現在也只有2%的人口屬於外來人口，而且當中大部分都是留學生及短期勞工，是世界上其中一個民族最單一的國家。然而即使只有這麼少的外來人口，日本社會依舊對移民持兩極分化的態度，18年的自民黨政府通過在之後5年引入最多30萬外來移工的決定，引來了社會上的激烈討論及爭議，在法案通過的那日，議會上更爆發了肢體的衝突。
据韩国广播公司2024年2月发表的一项调查显示，保守派执政党国民力量的支持者中有64%表示他们赞成接受更多的外国移民。这一数字要高于进步派反对党共同民主党和绿色正义党的55%和58%。

### 美洲
在大多數人口都是移民血統的國家，例如美國，反對移民有時採取本土主義的形式。
前任美國總統唐納·川普是一個代表人物，他亦主張縮減公民權，使在美國出生的人不一定有公民權利。這項主張雖然被民主黨及自由派猛烈評擊，但同時也得多眾多民眾的支持。

### 非洲
在過去的十年中，南非發生了幾次針對移民的暴力騷亂。

## 來源
- Alexseev, Mikhail A. . Cambridge New York: Cambridge University Press. 2006. ISBN 9780521849883.
- Jensen, Richard. . Canadian Issues (Association for Canadian Studies). Spring 2009: 45–55  [2019-06-24]. （原始内容存档于2017-07-03）.

美國
- Allerfeldt, Kristofer. . Westport, Connecticut: Praeger. 2003. ISBN 9780313093036.
- Anbinder, Tyler, , Ueda, Reed  (编), , Malden, Massachusetts Oxford: Blackwell Publishing: 177–201, 2006, ISBN 9780631228431. Excerpt.（页面存档备份，存于）
- Barkan, Elliott R. . Social Science History (Cambridge Journals). Summer 2003, 27 (2): 229–283. JSTOR 40267808. doi:10.1017/S0145553200012530.
- Higham, John. . New York: Atheneum. 1963. OCLC 421752.
- Hueston, Robert F. . New York: Arno Press. 1976. ISBN 9780405093425.
- Schrag, Peter. . Berkeley: University of California Press. 2010. ISBN 9780520259782.

加拿大
- McLean, Lorna. . Canadian Ethnic Studies (Questia). Summer 2004, 36 (2): 1–28  [2019-06-24]. （原始内容存档于2019-06-24）. ISSN 0008-3496
- Palmer, Howard. . Toronto, Ontario: McClelland and Stewart. 1982. ISBN 9780771069475.
- Robin, Martin. . Toronto Buffalo: University of Toronto Press. 1992. ISBN 9780802068927.
- Ward, W. Peter.  3rd. Montreal, Quebec: McGill-Queen's University Press. 2002 [1978]. ISBN 9780773569935.

其他國家
- Betz, Hans-Georg, , Schori Liang, Christina  (编), , Aldershot, England Burlington, Vermont: Ashgate: 33–54, 2007, ISBN 9780754686255.
- Finzsch, Norbert; Schirmer, Dietmar (编). . Washington, D.C. Cambridge: German Historical Institute Cambridge University Press. 1998. ISBN 9780521591584.
- Lucassen, Leo. . Urbana, Illinois: University of Illinois Press. 2005. ISBN 9780252072949. Examines Irish immigrants in Britain, Polish immigrants in Germany, Italian immigrants in France (before 1940), and (since 1950), Caribbeans in Britain, Turks in Germany, and Algerians in France.
- Schori Liang, Christina (编). . Aldershot, England Burlington, Vermont: Ashgate. 2007. ISBN 9780754686255.